# Яныгхулюм (приток Самыръя)
Яныгхулюм (устар. Яны-Хулюм) — река в России, протекает по Ханты-Мансийскому АО. Устье реки находится в 22 км от устья Самыръи по правому берегу. Длина реки составляет 16 км.

## Данные водного реестра
По данным государственного водного реестра России относится к Нижнеобскому бассейновому округу, водохозяйственный участок реки — Северная Сосьва, речной подбассейн реки — Северная Сосьва. Речной бассейн реки — (Нижняя) Обь от впадения Иртыша.
Код объекта в государственном водном реестре — 15020200112115300025458.